# Базенвил
Базенвил (фр. Bazainville) је насељено место у Француској у региону Париски регион, у департману Ивлен.
По подацима из 2011. године у општини је живело 1442 становника, а густина насељености је износила 119,87 становника/km².

## Демографија
| 1962. | 1968. | 1975. | 1982. | 1990. | 2011. |
| ----- | ----- | ----- | ----- | ----- | ----- |
| 479   | 512   | 559   | 746   | 1.115 | 1.442 |